# حشره‌خوار مشکین سرخ کوچک
 حشره‌خوار مشکین سرخ کوچک (نام علمی: Crocidura hirta) نام یک گونه از سرده حشره‌خوارهای دندان‌سفید است.